# NGC 3285A
NGC 3285A is een balkspiraalstelsel in het sterrenbeeld Waterslang. Het hemelobject werd op 24 maart 1835 ontdekt door de Britse astronoom John Herschel.

## Synoniemen
- ESO 501-8
- MCG -4-25-15
- AM 1030-271
- PGC 31161